# Munavoi
Le munavoi (finnois), munavõi (estonien) (de muna, « œuf », et voi, « beurre ») est une pâte à tartiner à base de beurre ou de margarine, de sel et d'œufs durs hachés. C'est l'une des pâtes à tartiner les plus populaires de la cuisine estonienne et de la cuisine finlandaise.

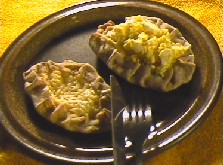
Des tartes caréliennes garnies de munavoi.

En Finlande, le munavoi est généralement tartiné sur des tartes caréliennes chaudes,.
En Estonie, avec le pain de seigle noir, il est traditionnellement inclus dans le repas du dimanche de Pâques.